# Avram Gots
Avram Rafaïlovitch Gots (en russe : Абра́м Рафаи́лович Гоц), né en 1882 et mort possiblement en 1940, est un dirigeant socialiste-révolutionnaire russe, actif pendant les révolutions de 1905 et 1917.

## Biographie
Avram Gots est d'une famille très aisée à Moscou. Son frère aîné est Mikhaïl Gots (1866-1906), un révolutionnaire militant chef les populistes (narodniki), mouvement d'où est issu le Parti socialiste révolutionnaire. Il étudie dans différentes universités en Allemagne, et devient l'un des « SR (socialistes-révolutionnaire) de Heidelberg », avec Nikolaï Avksentiev (en), Vladimir Zenzinov (en), Vadim Roudnev (en) et Élie Fondaminsky-Bounakov. Ils sont influencés par le marxisme et la philosophie néo-kantienne, ainsi que par l'ancienne tradition populiste russe, de même que Victor Chernov, le théoricien du parti.
Avram Gots participe à la révolution russe de 1905. Il entre au parti socialiste révolutionnaire en 1906, et sert un certain temps dans l'organisation de combat des SR, qui applique la  politique de « terreur » et d'« expropriation » du parti. En 1906, Mikhaïl, son frère, meurt. En 1907, Avram est arrêté et condamné à 8 ans travaux forcés en Sibérie. Il est en Sibérie quand la Première Guerre mondiale éclate et rejoint la fraction Internationaliste (en) du PSR et fait partie des zimmerwaldiens de Sibérie.
Libéré lors de la révolution de Février 1917, il retourne à Saint-Pétersbourg et est devient l'un des principaux membres du soviet de Petrograd, dont il dirige la fraction socialiste révolutionnaire. Il est également président du comité exécutif central élu par le Premier congrès pan-russe des soviets des ouvriers et des soldats, en juin 1917. Il prend alors position pour une guerre révolutionnaire défensive, mais sans objectifs impérialistes. Cela le rapproche de l'aile droite du parti socialiste révolutionnaire et le mène à un conflit avec les socialistes-révolutionnaires internationalistes regroupés autour de Tchernov et Mark Natanson. Avram Gots collabore également avec des dirigeants mencheviks, en particulier Fedor Dan, Mikhaïl Liber et Irakli Tsereteli.
Gots s'oppose à la révolution d'Octobre et essaie d'organiser une résistance armée contre les bolcheviks. Il est membre du Comité de salut de la patrie et de la révolution, anti-bolchevique. Mais, lorsque l'Amiral Koltchak a de premiers succès, il se place du côté des socialistes révolutionnaires qui suspendent l'action militaire contre les bolcheviks, de peur d'aider la contre-révolution.

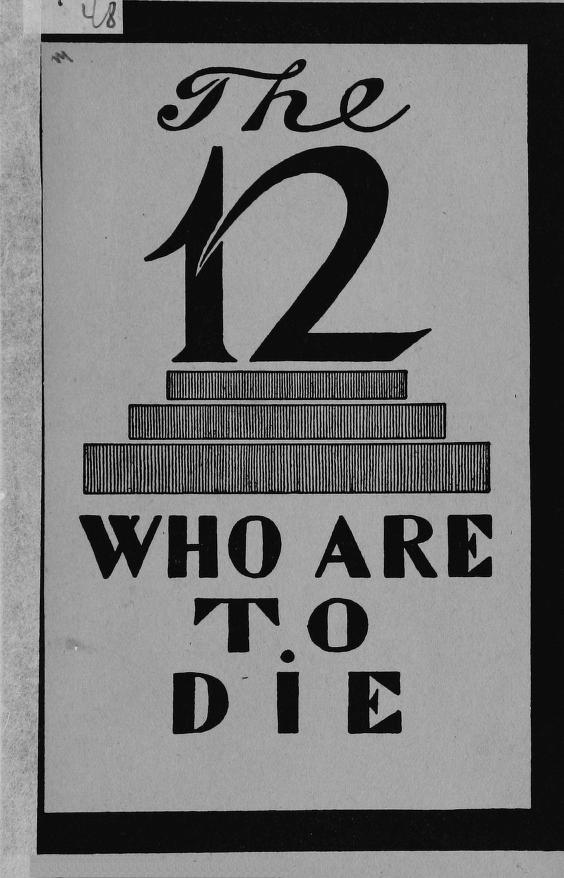
Couverture d'une brochure de soutien aux accusés du procès de Moscou, publiée en 1922 à Berlin. Préface de Karl Kautsky.

En 1920, Avram Gots et les 33 autres dirigeants socialistes révolutions sont arrêtés. Il est le principal accusé du procès des socialistes-révolutionnaires, parfois décrit comme la première parodie de procès de la Russie soviétique. Le procès est pour les socialistes occidentaux une cause celèbre. Theodor Liebknecht, frère de Karl est avocat pour la défense. L'anarchiste Pierre Kropotkine appelle personnellement Vladimir Lénine à épargner la vie des accusés, Karl Kautsky préface un pamphlet à propos du procès, et des syndicalistes américains manifestent pour la libération de la socialistes révolutionnaires. 
Les bolcheviks répliquent avec des manifestations ouvrières et des interventions du public de la salle d'audience, exigeant la peine capitale. Gots et onze de ses co-accusés sont condamnés à mort, mais la peine est suspendue et ils sont emprisonnés comme otages, puis commuée en emprisonnement.
Après cet emprisonnement, Gots est déporté à Alma-Ata, où il travaille dans l'industrie. Il est à nouveau arrêté en 1937, et selon V. M. Zenzinov il est fusillé cette année. D'autres sources affirment qu'il a survécu jusqu'en 1940, où il serait mort dans un camp, à Nijni Ingach (ru), dans le kraï de Krasnoïarsk,.